# Collège de France
Ne doit pas être confondu avec Collège en France ou Collèges de France.
Pour Le livre, voir Mara Goyet#Collèges de France (2003).
Le Collège de France, anciennement nommé Collège royal, est un grand établissement d'enseignement et de recherche français, institué par François Ier en 1530. Il est situé place Marcelin-Berthelot dans le 5e arrondissement de Paris, au cœur du Quartier latin.
Recherche et enseignement sont étroitement liés au Collège de France, qui se donne pour ambition d'enseigner « le savoir en train de se constituer dans tous les domaines des lettres, des sciences ou des arts ». Il dispense des cours de haut niveau qui sont gratuits, non diplômants et ouverts à tous sans condition ni inscription. Cela en fait un lieu à part dans le paysage universitaire français.
Être élu professeur au Collège de France, c'est-à-dire devenir titulaire d'une chaire, est l'une des plus hautes distinctions de l'enseignement supérieur français. Le Collège compte une cinquantaine de chaires, dont l'objet change en fonction des derniers développements de la science (une chaire pouvant, par exemple, être consacrée à la littérature après l'avoir été aux mathématiques), et dont le titulaire est élu par ses pairs en fonction de ses travaux antérieurs et non de ses titres universitaires. Elles confèrent à leur titulaire un rayonnement particulier dans sa discipline, en France et aussi à l'étranger.
Le Collège de France est membre associé de l'université Paris Sciences et Lettres (université PSL).

## Histoire
D'abord appelé « Collège royal », l'institution a connu différentes appellations (« Collège impérial »), avant de recevoir son nom actuel en 1870.
Un de ses modèles est le Collegium Trilingue de Louvain, décidé en 1517, inauguré en 1518, et qui vise à répandre la pensée humaniste.

### Création des lecteurs royaux puis professeurs royaux

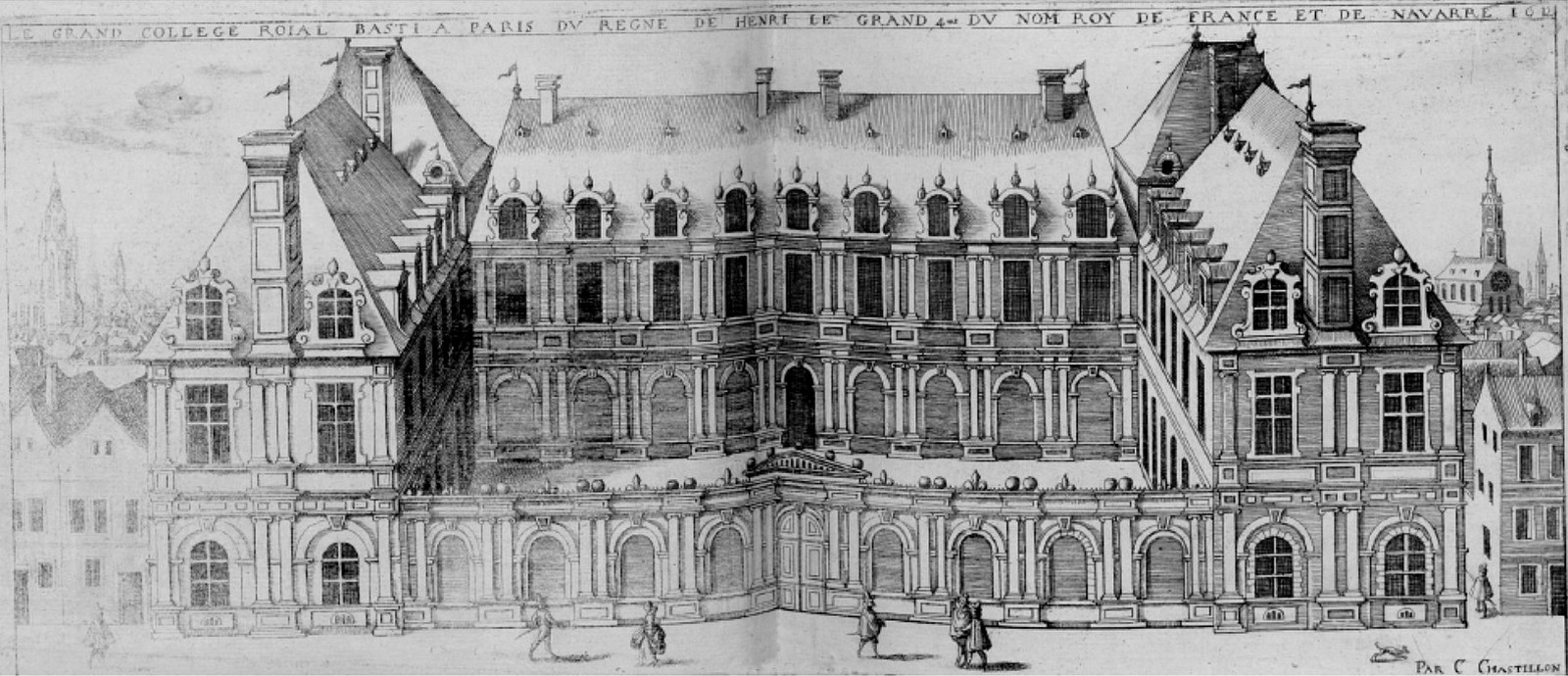
Le Collège royal par Claude Chastillon - 1612.

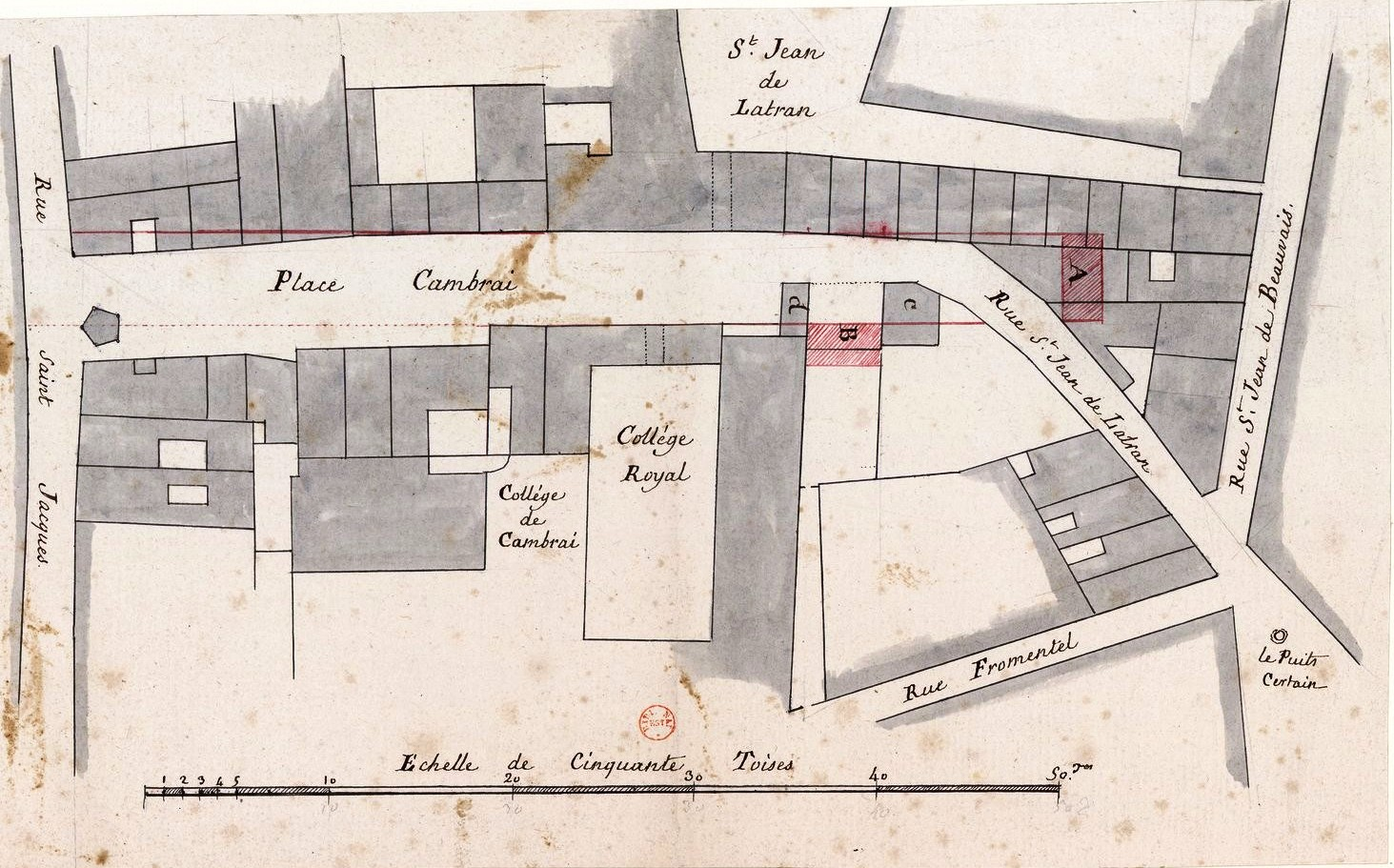
Plan du quartier du collège royal et du collège de Cambrai au XVIIIe siècle.

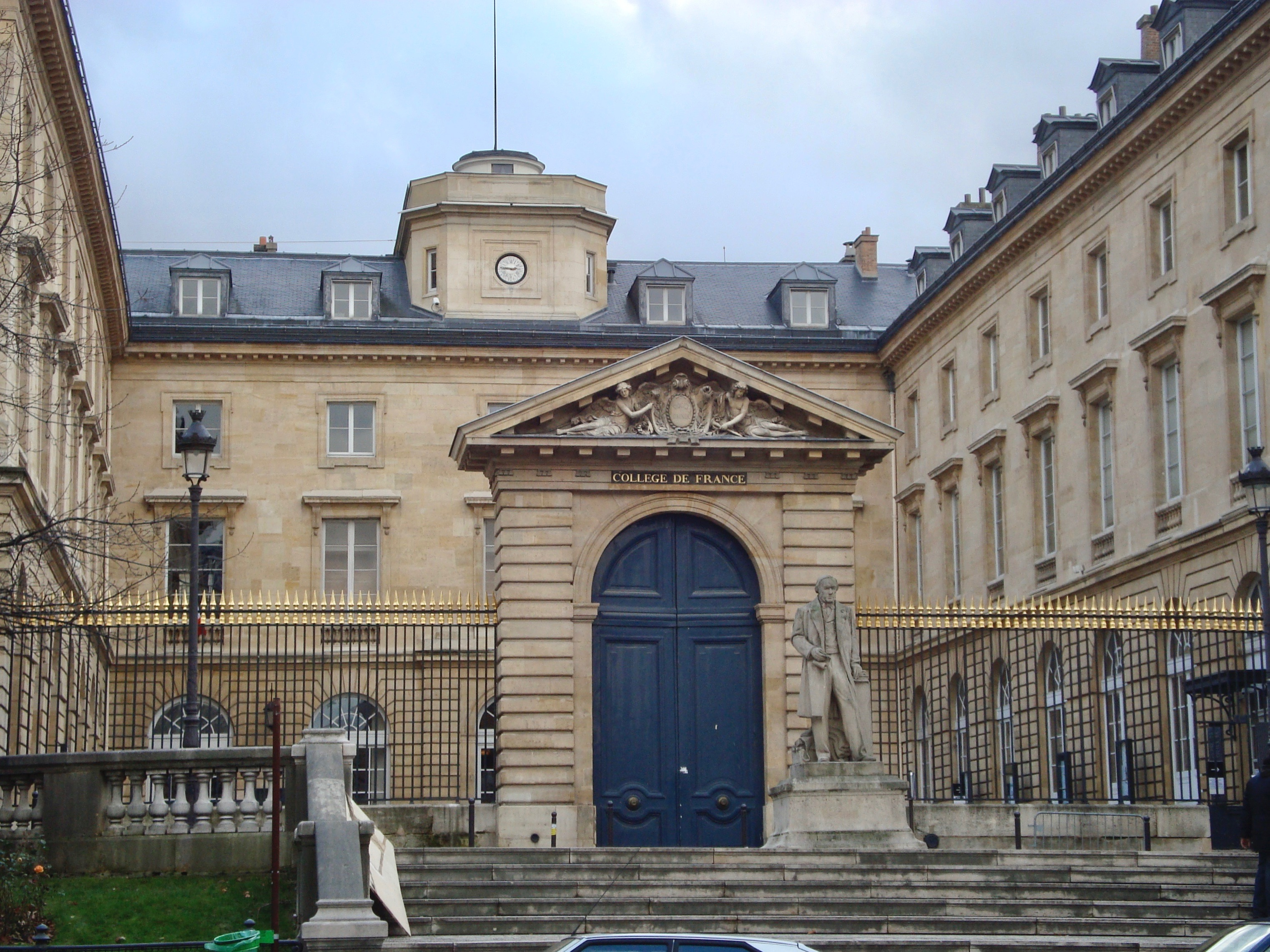
Entrée principale du Collège de France, au no 11 place Marcelin-Berthelot.

Sa fondation remonte à l’époque de François Ier, lorsqu’en 1530 son « maître de librairie », le grand traducteur d’œuvres antiques Guillaume Budé, lui suggère d’instituer un collège de « lecteurs royaux », en se basant sur ce qui se fait au collège des trois langues de Louvain. Des humanistes payés par le roi sont chargés d’enseigner des disciplines que l'université de Paris ignore.
Deux postes de lecteurs sont initialement créés, un pour le grec et un pour l'hébreu, mais en 1530 on trouve cinq lecteurs rapidement devenus six :
- deux lecteurs en grec : Pierre Danes et Jacques Thouzat (dit Toussain) ;
- deux puis trois en hébreu : François Vatable, Agacio Guidacerio puis Paul Paradis ;
- un en mathématiques : Oronce Fine.

puis ce nombre passe à dix avec :
- l'éloquence latine, avec Bartholomaeus Latomus, en 1534 ;
- les langues orientales, avec Guillaume Postel, en 1538 ;
- un lecteur de philosophie grecque et latine, avec Francesco Vimercato, en 1542 ;
- un lecteur en médecine, avec Guido Guidi, en 1542.

Dès lors le Collège royal, dont la devise est « Docet omnia » (Il enseigne tout), reste un des lieux d’excellence de la transmission du savoir en France. Les lecteurs royaux bénéficient des privilèges attachés aux conseillers du roi et à ses commensaux, avec droit de committimus. Une chaire de mathématiques est remplie à partir de 1576 en application du testament de Pierre de La Ramée appelée chaire de Ramus (Maurice Bressieu). Il y a dix-sept chaires à la fin du XVIe siècle avec la création de la chaire d'arabe (Arnoult de Lisle), ramenées à quatorze par Henri IV, mais qui spécialise une chaire de médecine en chaire d'anatomie, botanique et pharmacie (Pierre Ponçon). La chaire de droit canon (Hugues Guijon) est créée par Louis XIII ; Louis XIV ajoute la chaire de syriaque (Barthélemy d'Herbelot de Molainville). Une charge d'inspecteur est créée en 1688 en faveur d'un des professeurs pour représenter le collège auprès des différentes autorités publiques.
Les premiers lecteurs royaux ont été nommés par le roi sous l'influence de Guillaume Budé. À la suite de la contestation par Pierre de La Ramée de la compétence de Jacques Charpentier à occuper la chaire de mathématiques, Charles IX a instauré en 1566 la publicité de la vacance des chaires de professeurs. On constate cependant que les chaires ont continué à être acquises par un disciple d'un titulaire par survivance quand il a assuré l'intérim de certains cours. Le Grand aumônier de France, Jacques Amyot, a eu un grand pouvoir sur le collège qui a été conservé par ses successeurs jusqu'en 1671.
Le Collège de France a inspiré, à la fin du siècle des Lumières, les fondateurs du Conservatoire national des arts et métiers.
En 1848, l'éphémère École d'administration est adossée au Collège de France.

### Le bâtiment du Collège royal
Au Moyen Âge, le « clos de l’Évêque » occupait l’emplacement.
C'est sous le règne d'Henri II que le Collège royal occupe son emplacement actuel, d'abord abrité dans les Collèges de Tréguier et de Cambrai. Leur réunion est décidée par Henri IV et le projet d'un édifice unique arrêté pour les remplacer et installer également la Bibliothèque royale. Claude Chastillon doit en dessiner l'aspect. L'assassinat du roi limite l'exécution du projet et seule une partie du collège prévu est réalisée sous la régence de Marie de Médicis (1612).

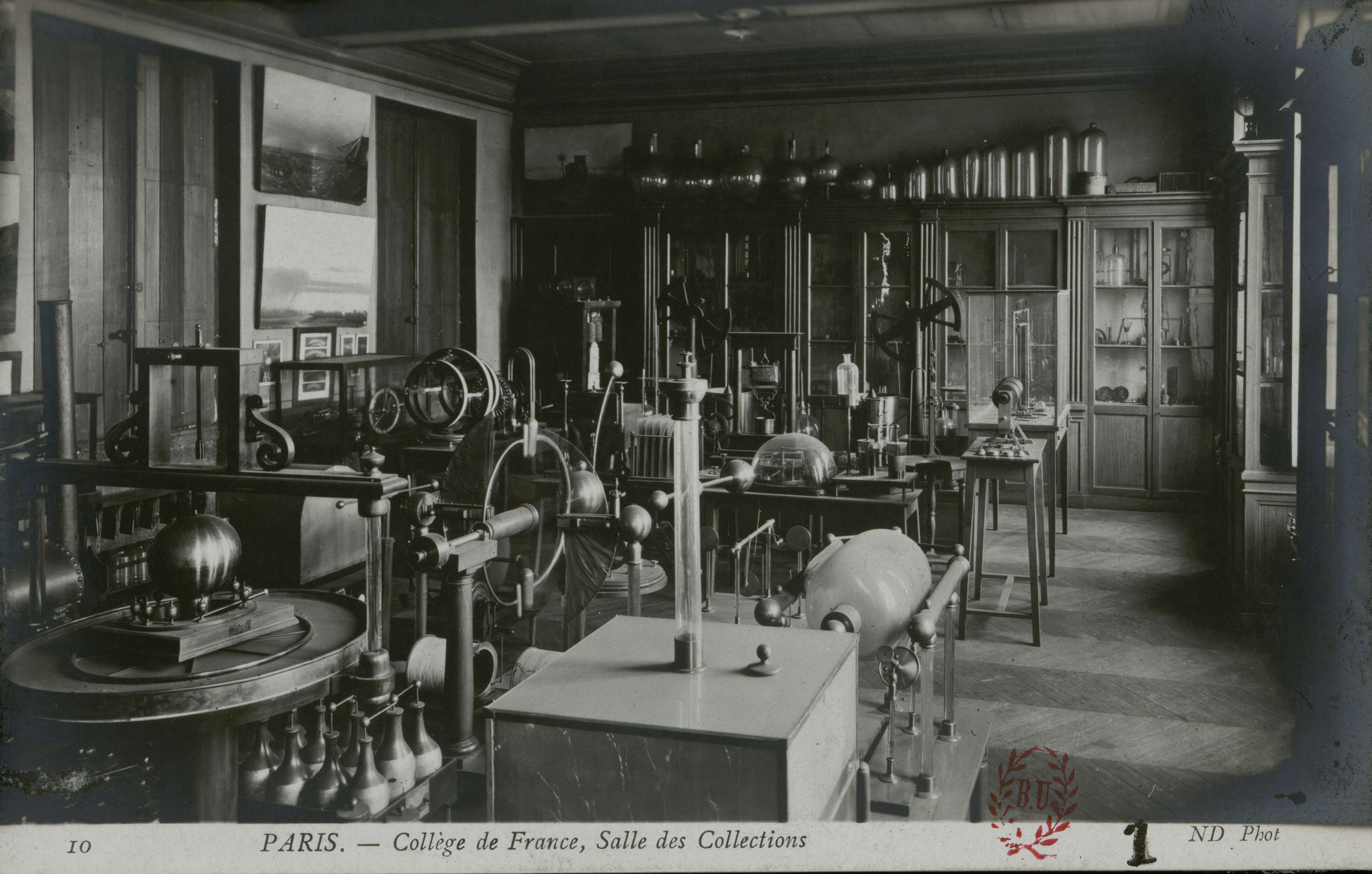
Collège de France. Salle des collections (Bibliothèque interuniversitaire de la Sorbonne, NuBIS).

Ce n'est qu'en 1772 que des travaux, menés par l'architecte Jean-François Chalgrin, apportent des agrandissements autour de la cour d'honneur. Les dernières modifications datent du milieu du XIXe siècle. Elles sont dirigées par l'architecte Paul Letarouilly qui donne son aspect actuel au Collège de France. À partir de 1996 sont effectués des travaux dont le but est de créer de nouveaux espaces en sous-sol. 

### Actions du Collège de France hors ses murs

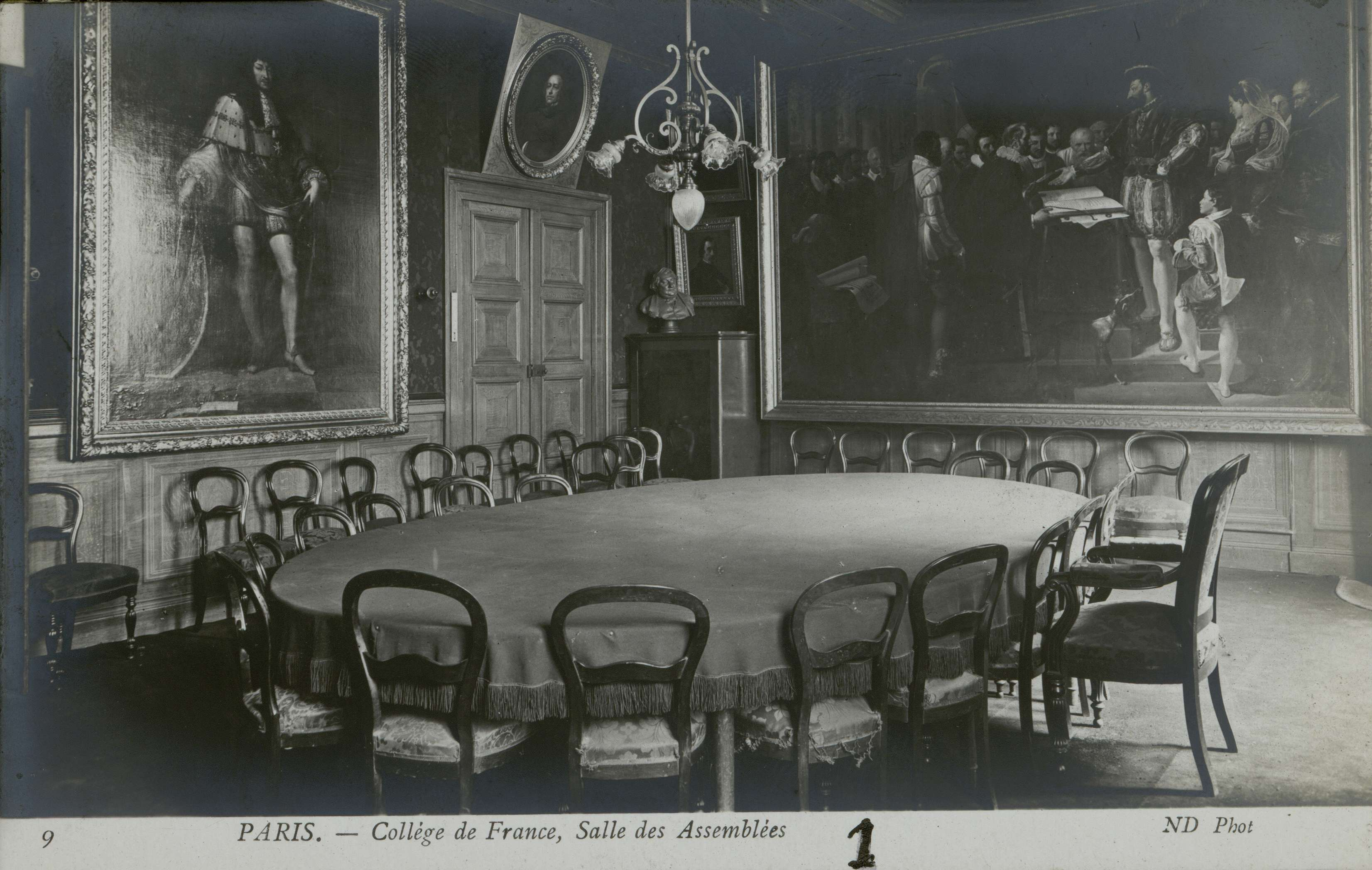
Collège de France. Salle des assemblées (Bibliothèque interuniversitaire de la Sorbonne, NuBIS).

Dans le cadre de sa politique internationale, le Collège de France installe en 2009 une chaire d'accueil au Collège Belgique, une initiative de l'Académie royale des sciences, des lettres et des beaux-arts, de langue et de littérature françaises et de médecine de Belgique. L'année suivante, en 2010, pour la première fois de son histoire, le Collège de France s'associe à d'autres institutions d'enseignement supérieur et de recherche en créant la fondation Paris Sciences et Lettres - Quartier latin. Le succès du projet présenté par Paris Sciences et Lettres aux Initiatives d'excellence (Idex) en 2011 engage le Collège de France dans la constitution d'une université de recherche internationale.

## Missions
À l'heure actuelle, le Collège est divisé en sept ensembles de disciplines :
- sciences mathématiques ;
- sciences physiques ;
- sciences naturelles ;
- Philosophie et sociologiques ;
- Histoire ;
- sciences philologiques ;
- sciences archéologiques.

Il compte 52 chaires regroupées en sept départements :
- Mathématiques et informatique ;
- physique et chimie ;
- Sciences de la Terre et de l'espace ;
- Sciences de la vie;
- Histoire et archéologie;
- Lettres, arts, langue, philosophie;
- Sciences sociales.

Il possède un groupe de sept chaires renouvelées annuellement, auxquelles il faut adjoindre les nombreuses sommités scientifiques européennes qui sont régulièrement invitées.
Le Collège de France dispense des cours non diplômants de haut niveau dans ces disciplines scientifiques et littéraires. L'enseignement est gratuit et ouvert à tous sans inscription, ce qui en fait un lieu à part dans l'enseignement supérieur français.
Le Collège de France favorise l'interdisciplinarité comme en témoignent, par exemple, les travaux de la chaire de philosophie de la connaissance, occupée par Jules Vuillemin de 1962 à 1990, et abordant des champs disciplinaires aussi divers que les mathématiques pures, la physique théorique, les sciences de l'ingénieur, la philosophie et les humanités grecques et latines. De même, en 2006, est créée la chaire de psychologie cognitive expérimentale occupée par Stanislas Dehaene qui croise les neurosciences et la psychologie.

### Diffusion des savoirs auprès du public

#### Captation des cours
Pionnier en matière de diffusion numérique des savoirs, le Collège de France inaugure en 2006 une offre de podcasts scientifiques en enregistrant et diffusant librement ses enseignements via son site web. 
Progressivement, l'intégralité des enseignements qu’il dispense est gratuitement mis à la disposition du public, par divers canaux numériques. Le site internet du Collège de France offre ainsi en accès libre les captations vidéo et/ou audio de la majorité des cours, conférences et grands événements qui s'y déroulent. 
L'institution dispose également de huit chaînes YouTube : une chaîne généraliste proposant une sélection de contenus, et sept chaînes thématiques. Le Collège de France propose sur diverses plateformes de podcasting (Apple Podcasts, Spotify, Deezer...) et sur l'application Radio France les enregistrements audio des enseignements de ses professeurs, ainsi qu'une sélection de colloques et de grands événements et l'intégralité des leçons inaugurales disponibles. 
En 2023, cela représente un catalogue de plus de 14 000 vidéos et 10 000 audios. 
En 2024, les différents épisodes ont été téléchargés plus de six millions de fois.
Certains cours du Collège de France sont par ailleurs diffusés sur France Culture. En septembre 2023, le partenariat avec Radio France évolue afin d'élargir la mise à disposition gratuite et pour tous des enseignements du Collège de France. Ces contenus sont désormais diffusés via la plateforme numérique de Radio France afin de renforcer l’accessibilité et la transmission de ces connaissances.

#### Publications
Le Collège de France a aussi une activité d'éditeur. Il édite une grande variété de livres, en version imprimée et aussi sous forme numérique : les leçons inaugurales (depuis 1949), des actes de colloques et monographies originales, l’Annuaire du Collège de France (qui rend compte, notamment, de l’enseignement annuel de chaque professeur). La collection « Docet omnia », coéditée avec Les Belles Lettres, est aussi disponible sur OpenEdition Books. De nouvelles collections nativement numériques ont par ailleurs vu le jour, portées par des chaires ou des instituts : « Philosophie de la connaissance » et « Institut des civilisations ».
L’Annuaire du Collège de France (Cours et travaux du Collège de France) se fait chaque année le reflet de l’activité scientifique du Collège. Il rend compte, notamment, de l’enseignement annuel de chaque professeur avec les résumés détaillés des cours et séminaires rédigés par leurs soins. Les professeurs honoraires y présentent leurs activités. On y trouve également les comptes rendus des travaux des laboratoires, instituts et équipes de recherche accueillies au Collège ; les résumés des conférences données par des chercheurs étrangers invités ; une brève histoire du Collège de France comprenant la succession des chaires depuis le début du XIXe siècle. La collection est publiée depuis 1901. En juillet 2010, l’édition imprimée se double de l'édition électronique diffusée via le portail OpenEdition Journals.

## Fonctionnement
Les professeurs du Collège de France jouissent d'un statut particulier parmi les enseignants-chercheurs en tant qu'ils possèdent leur propre corps constitué avec sa grille indiciaire propre.
Leur processus de nomination dans ce corps par ailleurs ne dépend pas du Conseil national des universités, mais de l'Institut de France par l'émission d'un avis de l'une des cinq académies qui le composent.

### Assemblée du Collège de France
L’assemblée du Collège de France est la réunion des professeurs titulaires en exercice. À la fois conseil d’administration et conseil académique, elle se réunit trois fois par an (en mars, juin et novembre) et élit en son sein, tous les trois ans, l'administrateur qui dirigera pendant les trois ans à venir le Collège de France et présidera cette Assemblée. Elle élit également le vice-président et le secrétaire de l’Assemblée. 
Elle détermine la politique de l’établissement en délibérant notamment sur la définition des nouvelles chaires, les partenariats, et les questions budgétaires comme le plafond d’emplois et de la masse salariale et le budget annuel.

## Administrateurs
- 1800-1823 : Louis Lefèvre-Gineau
- 1824-1838 : Antoine-Isaac Silvestre de Sacy
- 1838-1840 : Louis Jacques Thénard
- 1840-1848 : Jean-Antoine Letronne
- 1848-1852 : Jules Barthélemy-Saint-Hilaire
- 1852-1853 : Xavier de Portets
- 1853-1854 : Jacques Rinn
- 1854-1873 : Stanislas Julien
- 1873-1883 : Édouard Lefebvre de Laboulaye
- 1883-1892 : Ernest Renan
- 1892-1894 : Gaston Boissier
- 1894-1903 : Gaston Paris
- 1903-1911 : Pierre Émile Levasseur
- 1911-1929 : Maurice Croiset
- 1929-1936 : Joseph Bédier
- 1937-1955 : Edmond Faral
- 1955-1965 : Marcel Bataillon
- 1966-1974 : Étienne Wolff
- 1974-1980 : Alain Horeau
- 1980-1991 : Yves Laporte
- 1991-1997 : André Miquel
- 1997-2000 : Gilbert Dagron
- 2000-2006 : Jacques Glowinski
- 2006-2012 : Pierre Corvol
- 2012-2015 : Serge Haroche
- 2015-2019 : Alain Prochiantz
- Depuis 2019 : Thomas Römer[24]

## Bâtiments

### Architecture
Le bâtiment principal est réalisé par l'architecte Jean-François Chalgrin en 1780. Il est entouré de bâtiments de laboratoires modernes conçus par Albert Guilbert. Deux autres immeubles sont dévolus au Collège de France à Paris, près du Panthéon et près du ministère de la Recherche.

### Antenne du Collège de France
Une antenne du Collège de France est située dans l'Europôle méditerranéenne de l'Arbois à Aix-en-Provence, en lien avec l'université d'Aix-Marseille. Cette annexe est consacrée aux risques climatiques et sismo-tectoniques et accueille, entre autres chercheurs Xavier Le Pichon (chaire de géodynamique) et Édouard Bard (chaire d'évolution du climat et de l'océan).

## Bibliothèques du Collège
La Direction des Bibliothèques, Archives et Collections (DBAC) du Collège de France réunit douze bibliothèques, un service d’archives, un département ressources en ligne, bibliométrie et services à la recherche ainsi qu’un département conservation et régie des œuvres, implantés sur deux sites du 5e arrondissement parisien (11 place Marcelin-Berthelot et 52 rue du Cardinal-Lemoine).
Ces bibliothèques, archives et départements mettent à disposition des lecteurs inscrits un ensemble de ressources documentaires imprimées ou en ligne de haut niveau ainsi qu’une palette de services qui sont détaillés.
Les collections des bibliothèques et archives sont signalées en ligne sur différents portails nationaux, une partie des fonds anciens est numérisée, et huit des douze bibliothèques sont labellisées Collections d’excellence par le réseau CollEx- Persée, réseau national de coopération entre bibliothèques dont l’objectif est de valoriser les documents utiles à la recherche scientifique et de favoriser leur accès à la communauté des chercheurs.
Les bibliothèques du Collège de France participent à des programmes de recherche, tissent des partenariats variés et sont membres de nombreux réseaux nationaux et internationaux, comme l’Association européenne des bibliothécaires sinologues (EASL), le Réseau Ethnologie, ou DocAsie. Elles sont également membres associés du département « Ressources et savoirs » de l’université Paris Sciences et Lettres (PSL).
La bibliothèque patrimoniale propose un large éventail de revues en libre accès, des ressources en ligne et près de 80 000 documents. Ses collections rassemblent les ouvrages écrits par les professeurs anciens et actuels, les publications qui leur sont consacrées et des bibliographies conseillées pour leurs cours. La bibliothèque conserve et enrichit aussi un fonds ancien, consultable sur rendez-vous.
Le service des Archives propose aux chercheurs français et étrangers, internes et externes au Collège de France, la consultation des archives administratives, historiques et scientifiques collectées au sein de l’institution au fil des siècles ou reçues en don. Les inventaires détaillés des fonds traités et les fonds ou documents numérisés sont disponibles sur Salamandre (bibliothèque patrimoniale numérique). Ils sont également consultables sur France Archives et sur Calames.
La bibliothèque Claude Lévi-Strauss a été créée en 1960 en même temps que le laboratoire d’anthropologie sociale. Conçue dès l’origine pour être un instrument au service de la recherche, notamment en ethnologie et anthropologie sociale, elle comporte trois sections : les Human relations area files (HRAF), la section des ouvrages et périodiques et celle des archives des ethnologues. L’organisation de la bibliothèque reflète la complémentarité des ressources documentaires et archivistiques, les différentes sections formant un ensemble cohérent : des notes de terrain aux ouvrages et articles publiés, c’est toute la production de certains chercheurs qui est ainsi mise à la disposition des utilisateurs.
La bibliothèque du Proche-Orient ancien regroupe, depuis le 1er janvier 2020, les fonds documentaires d’assyriologie et ouest-sémitiques. Le fonds d’assyriologie, issu de la bibliothèque d’assyriologie créée en 1936 par Charles Fossey, rassemble une collection spécialisée dans l’histoire du Proche-Orient ancien et en particulier dans la documentation cunéiforme, sumérienne et assyro-babylonienne. Il possède aussi un large ensemble de documents concernant l’Anatolie et les études hittites, hourrites et élamites. L'archéologie du Proche-Orient y tient également une place importante. Sont intégrés dans les collections le don des bibliothèques reçues de spécialistes du domaine, comme François Thureau-Dangin et Paul Garelli. Le fonds d’études ouest-sémitiques est constitué d’une collection spécialisée en linguistique chamito-sémitique, épigraphie ouest et sud sémitiques, l’histoire et l’archéologie du Proche-Orient, de l’Afrique du Nord et de l’Éthiopie. Une partie importante du fonds concerne l’étude de l’Ancien testament et des manuscrits de Qumrân. Sont intégrés dans ses collections les ouvrages légués par André Dupont-Sommer, Jean Starcky, Marcel Cohen, Maxime Rodinson et André Caquot. Ce fonds est issu de la bibliothèque d’études sémitiques créée en 1930 et rattachée en 1973 au Collège de France. La bibliothèque a reçu en 2020 le label CollEx- collections d’excellence.
La bibliothèque d'égyptologie possède un fonds spécialisé sur l’Égypte et la Nubie égyptienne de l’époque prédynastique à la période romaine, composé de près de 50 000 ouvrages, tirés à part et cartes anciennes consacrés à l’art et l’histoire, aux sources archéologiques, ainsi qu’à la philologie, la linguistique, l’épigraphie et la paléographie hiéroglyphiques, hiératiques, démotiques et coptes. Une partie du fonds est également consacrée à la représentation de l’Égypte pharaonique depuis la fin du paganisme jusqu’à aujourd’hui, ainsi qu’aux recherches historiographiques sur l’égyptologie, les voyageurs ou le développement de la photographie au Proche-Orient. Au sein de ces collections, près de 18 000 documents proviennent du don reçu en 2008 de l’intégralité de la bibliothèque du professeur Jean Leclant. La bibliothèque conserve en outre de nombreux fonds d’archives scientifiques d’anciens professeurs titulaires de la chaire et d'égyptologues français et étrangers, incluant des archives manuscrites, des tirages photographiques, des calques ou des estampages. La bibliothèque a reçu en 2019 le label CollEx- collections d’excellence.
La bibliothèque d'études chinoises traite des périodes pré-impériale et impériale (jusqu’à la République). Elle a été créée en 1927 dans le cadre de l’Institut des hautes études chinoises (IHEC) fondé en 1920 et s’est rapidement développée grâce à un financement du ministère des Affaires étrangères et avec les conseils de savants tels que Marcel Granet, Paul Pelliot, ou encore Henri Maspero. Elle s’est augmentée dans les années 1950 de la riche bibliothèque du Centre d’études sinologiques de l’université de Paris à Pékin. Elle a également reçu des legs substantiels de Louis Hambis et d’autres professeurs. La bibliothèque de l’IHEC fait partie des bibliothèques du Collège de France depuis 1972 et recense environ 150 000 volumes, incluant des ouvrages rares (shanben 善本), ainsi que l’une des plus grandes collections européennes de monographies locales (difangzhi 地方志) mais également un riche fonds de collectanea (congshu 叢書). Elle propose aussi un fonds de 1600 titres de périodiques, dont 400 abonnements en cours et donne accès à une offre de documentation en ligne spécialisée, comme la base de données Scripta sinica. La bibliothèque possède également une riche collection d’ouvrages anciens et rares, dont une partie est numérisée et accessible en ligne sur Salamandre. Partenaire de la bibliothèque centrale de Taiwan, comme des projets de recherche COREL et CHI-KNOW-PO, la bibliothèque d’études chinoises a reçu en mai 2021 le label CollEx- collections d’excellence.
La bibliothèque d'études coréennes propose environ 35 000 ouvrages et revues, majoritairement en coréen, mais aussi en anglais, en français et en chinois. Ses collections sont consacrées à la littérature, l’histoire, la religion, la philosophie, le droit et, pour une moindre part, aux sciences sociales et aux beaux-arts de la Corée jusqu’en 1953 et à ce jour[Quand ?] la moitié d’entre elles sont signalées dans le catalogue Sudoc. Une partie de ses fonds anciens est numérisée et accessible en ligne sur Salamandre. Un partenariat avec la Korea Foundation permet à la bibliothèque d’accueillir chaque année un ou une stagiaire pour dix mois dans le cadre du Korea Foundation Global Challengers Library Internship Program.
La bibliothèque d'études indiennes et centrasiatiques est fondée en 1927 à l’initiative d’Émile Senart, Alfred Foucher et Sylvain Lévi et abrite un fonds de plus de 70 000 volumes d’ouvrages imprimés dont 600 titres de revues (40 en cours d'abonnement) et une sélection de dictionnaires, bases de données et ressources en ligne concernant le monde indien (Asie centrale indianisée, Afghanistan, Pakistan, Inde, Népal, Sri Lanka) : textes sanskrits, langues indo-aryennes et de la frontière indo-iranienne, textes tamouls, philologie, linguistique, histoire politique et religieuse de l’Inde classique, etc. S’y ajoutent une centaine de manuscrits, une cinquantaine d’œuvres d'art, des fonds d'archives scientifiques (Sylvain Lévi, Louis Renou, Pierre Reichert, Gérard Fussman, Madeleine Biardeau, Christian Bouyer), une cartothèque d’environ 2 700 cartes (dont une couverture presque complète de la péninsule indienne au 1 : 50 000 et au 1 : 250 000) et une photothèque qui compte plus de 40 000 clichés. L’intégralité de la collection d’œuvres d’art ainsi qu’une partie de la photothèque, des archives audiovisuelles et des manuscrits de la collection Sylvain Lévi sont consultables sur Salamandre. La bibliothèque a reçu en 2022 le label CollEx- collections d’excellence.
La bibliothèques d'études japonaises est un fonds de 46 000 volumes sur l’histoire, les religions et la littérature japonaises des périodes allant de l’Antiquité à la fin d’Edo (1867). La bibliothèque possède une centaine de livres anciens japonais (wakosho) et conserve un fonds de plus de mille Ofuda légués par la famille du professeur Bernard Frank. Elle est également dépositaire de la collection Kreitman. Ces collections patrimoniales sont numérisées et accessibles en ligne sur Salamandre. Enfin, la bibliothèque offre l’accès à des ressources en ligne comme la base de données JapanKnowledge, qui permet de consulter des dictionnaires (historiques, de langues, Who’s who, etc.), des encyclopédies, des collections d’œuvres classiques (Toyo bunko), et la liste des ventes de livres japonais anciens (Kôbunsô Taika Koshomoku, unique en France). La bibliothèque a reçu en 2022 le label CollEx- collections d’excellence.
La bibliothèque d’études tibétaines conserve plus de 10 000 ouvrages et revues, parmi lesquelles des collections rares et précieuses, en tibétain et dans d’autres langues, représentatives de nombreux aspects de la culture et de l’histoire tibétaines, de la monarchie à l’époque moderne, et relevant aussi bien de la tradition bouddhique que de celle du Bön. Sont consultables également une sélection de textes du Buddhist Digital Resource Center (BDRC). La collection du journal Tibet Mirror (1925-1963) ainsi que certains des manuscrits et xylographies qu’elle possède sont en ligne sur Salamandre.
La bibliothèque byzantine est constituée, d’une part, de la Bibliothèque byzantine (fonds Thomas Whittemore) et, d’autre part, de la Réserve byzantine (fonds documentaire constitué par l’équipe de chercheurs du Centre d’histoire et de civilisation de Byzance). Sa collection, s’élevant à près de 50 000 ouvrages et périodiques du XVe au XXIe siècle, en fait l’une des deux ou trois plus importantes bibliothèques au monde spécialisées dans le domaine des études byzantines. Fondée à Paris en 1929, conjointement par l’érudit américain Thomas Whittemore et l’Institut byzantin de Boston (Massachusetts), la Bibliothèque byzantine est plus particulièrement spécialisée dans les domaines de l’archéologie et l’art paléochrétiens et byzantins, l’histoire et la littérature byzantines, l’histoire de l’Église orthodoxe, la liturgie, l’art et l’histoire des pays de rayonnement de la civilisation byzantine (pays slaves, Géorgie, Arménie, Proche-Orient ... ), ainsi que sur l’art et la littérature coptes. La bibliothèque est également dépositaire d’une partie des archives de Thomas Whittemore (correspondance, dossiers divers, photos), ainsi que de quelques objets d’art (tissus coptes, icônes, croix) acquis par ce dernier. La Réserve byzantine partage le même espace et est constituée de documents rassemblés par le centre d’études byzantines (anciennement institut d’études byzantines), né de la chaire du professeur Gilbert Dagron. La bibliothèque a reçu en 2021 le label CollEx- collections d’excellence.
La bibliothèque d'études ottomanes propose plus de 20 000 ouvrages, une quarantaine de revues ainsi que des bases de données et encyclopédies en ligne. Elle est riche de nombreux documents sur l’organisation administrative de l’Empire ottoman, sa diplomatie, son histoire militaire, sa vie économique et sociale, mais aussi son architecture. On y trouve également des textes traitant de la vie religieuse et mystique, des confréries et des fondations pieuses ainsi que de la littérature islamique (fonds Louis Massignon, régulièrement enrichi). Enfin, on peut y consulter des registres et correspondances de l’État ottoman, des cartes et des relations de voyages. Parmi les revues auxquelles la bibliothèque est abonnée figurent Turkish Historical Review, Turcica, Belleten, Archivum ottomanicum ou Muqarnas. La bibliothèque a reçu en 2022 le label CollEx- collections d’excellence.

## Chaires et titulaires actuels
Pour les chaires et titulaires de toutes époques, voir cet autre article :

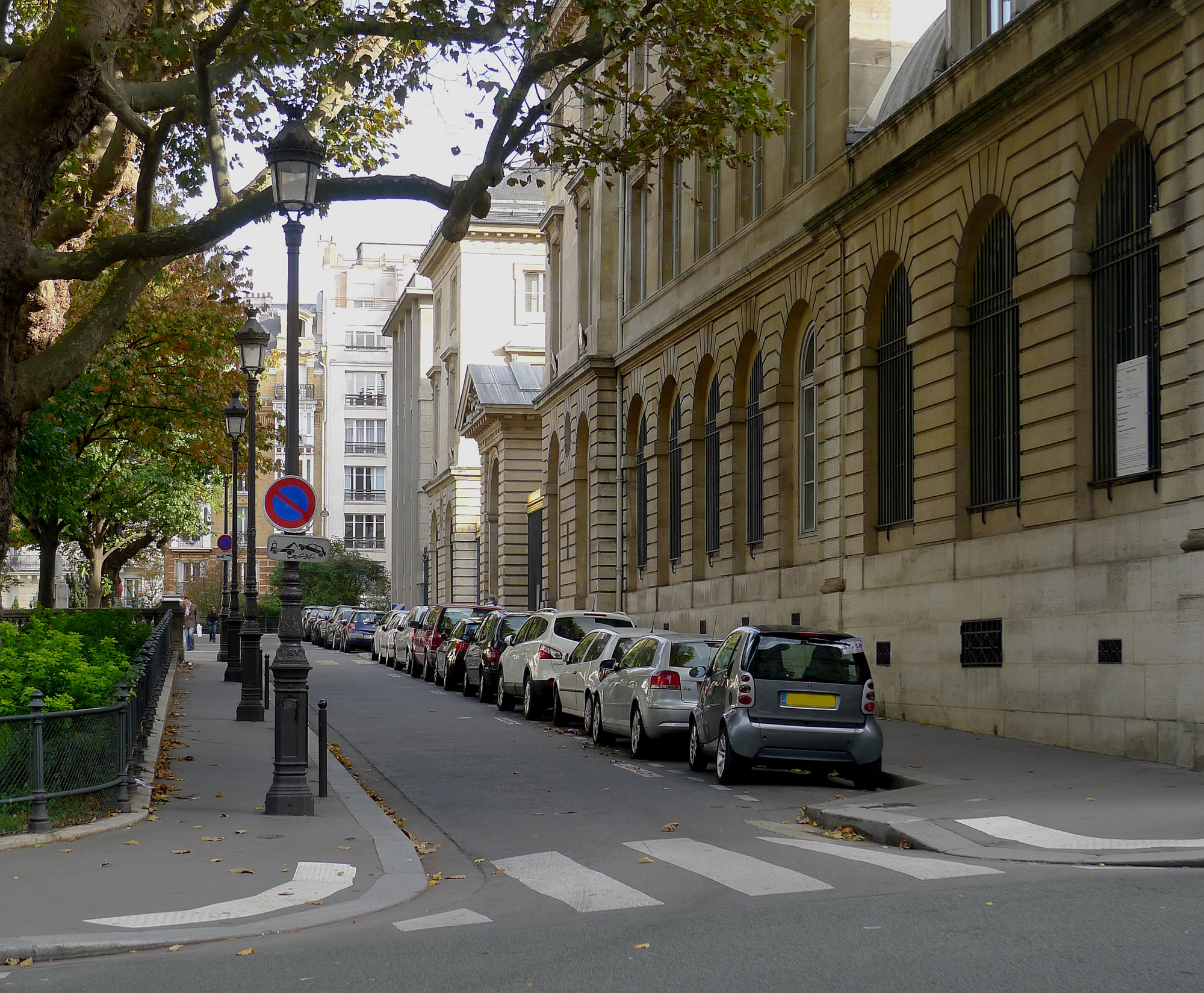
Le Collège de France, côté place Marcelin-Berthelot.

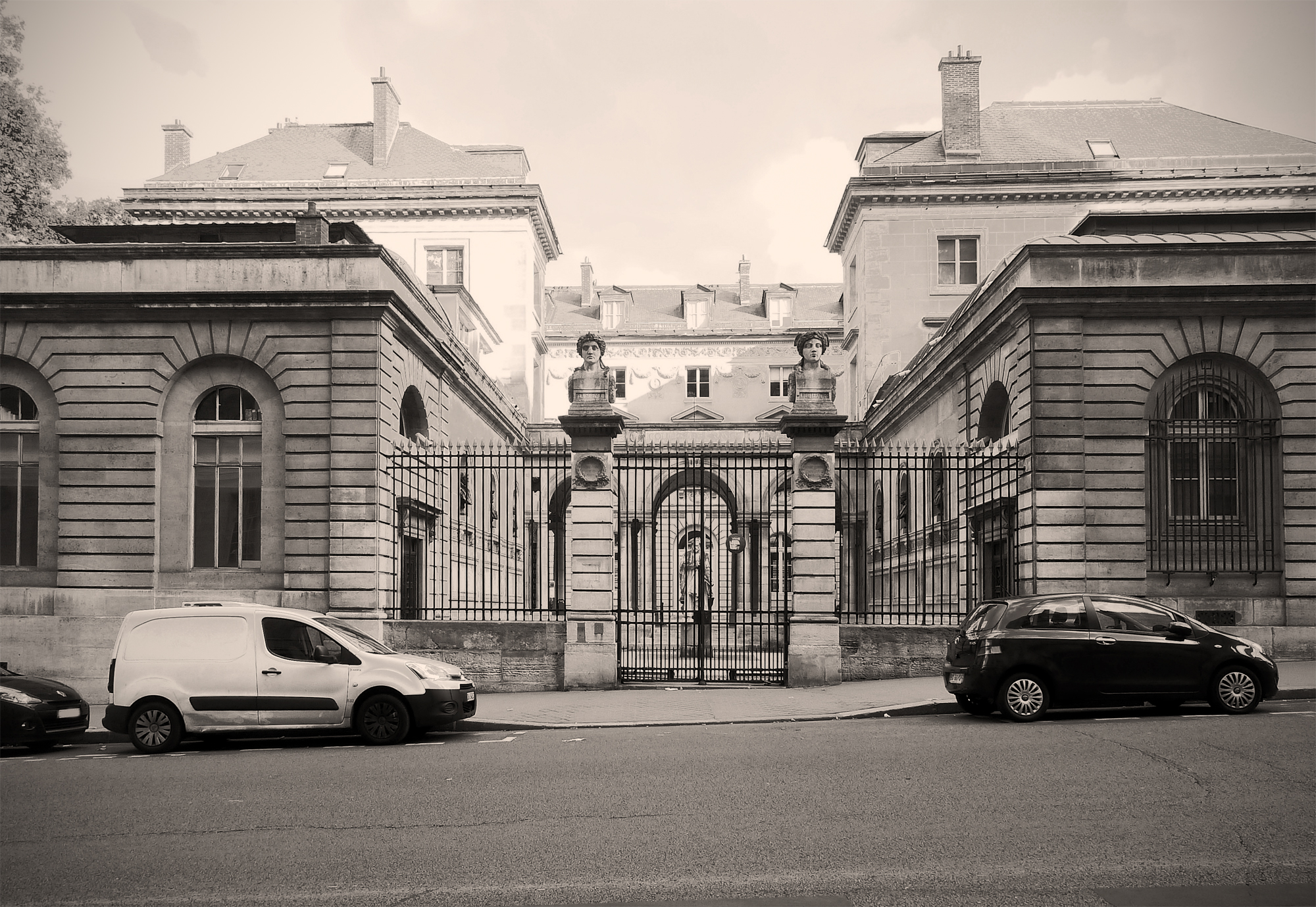
Le Collège de France vu depuis la rue Saint-Jacques.

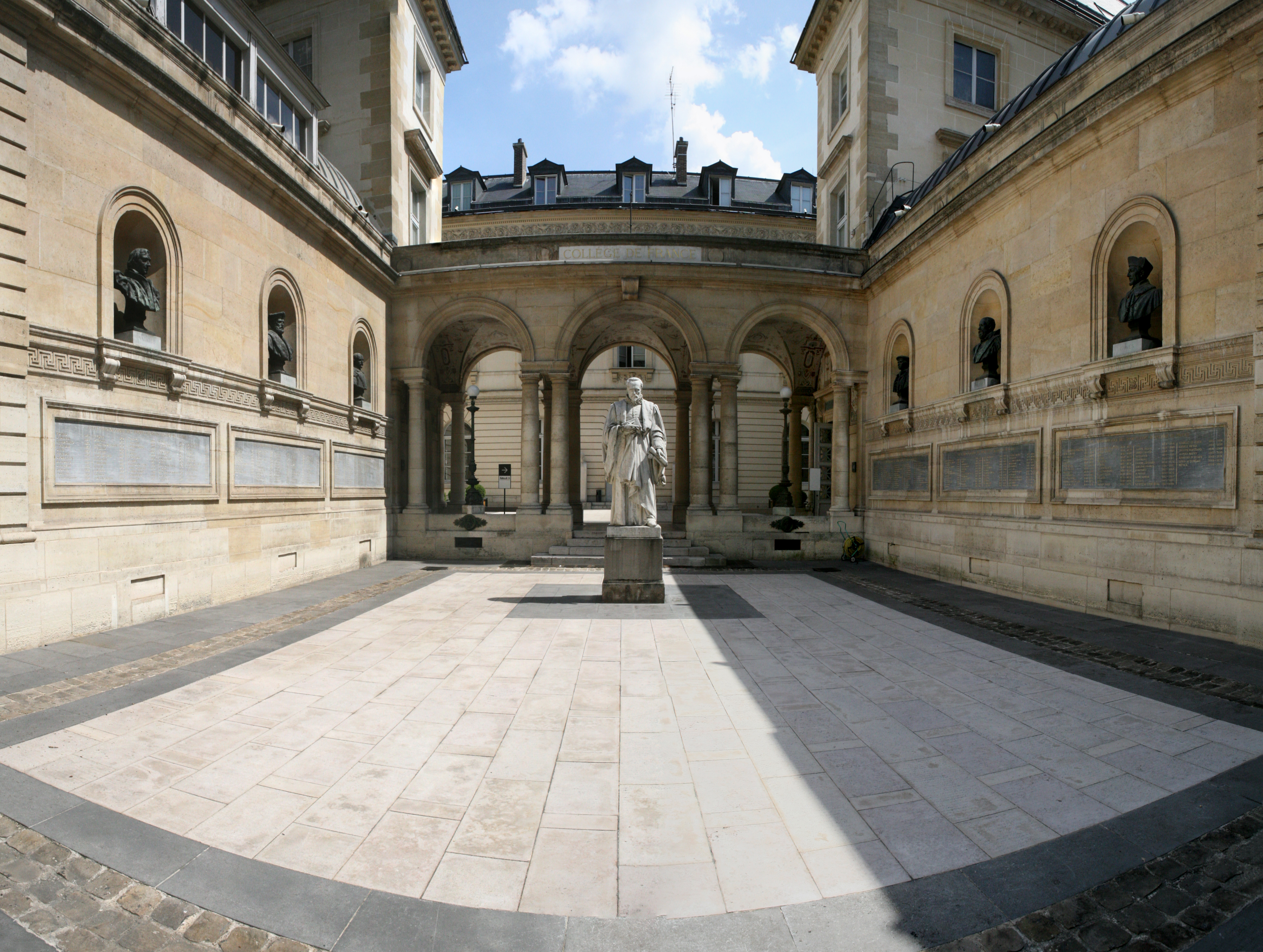
Cour intérieure du Collège de France donnant sur la rue Saint-Jacques.

Les chaires du collège de France ne sont pas immuables et présentent une grande diversité dans leur dénomination. Depuis sa création sous François Ier, elles peuvent évoluer en fonction des acquis de la science et de la recherche, ce qui donne à cette institution unique une remarquable souplesse. Cette évolution apparaît lors du départ du titulaire (décès, retraite). Elle est très ouverte, car les sciences peuvent succéder aux lettres et les lettres aux mathématiques. L'assemblée des professeurs décide de ces évolutions et attribue une chaire à un savant, non exclusivement sur ses titres universitaires, mais d'abord sur la renommée et l'importance de ses travaux. La première femme qui y a enseigné a été la physiologiste et future psychologue Józefa Joteyko (en 1916). La première femme professeur titulaire d'une chaire au Collège de France a été Jacqueline de Romilly, élue en 1973. En 2005, les professeurs titulaires au Collège de France comptaient 6 % de femmes et 94 % d'hommes, les maîtres de conférences titulaires étant en revanche à 55 % des femmes pour 45 % d'hommes.

### Chaires permanentes

#### Mathématiques et sciences informatiques
- Géométrie spectrale : Nalini Anantharaman
- Combinatoire : Timothy Gowers
- Sciences du logiciel : Xavier Leroy
- Équations aux dérivées partielles et applications : Pierre-Louis Lions
- Sciences des données : Stéphane Mallat

#### Physique et chimie
- Galaxies et cosmologie : Françoise Combes
- Atome et rayonnement : Jean Dalibard
- Activations en chimie moléculaire : Louis Fensterbank
- Chimie des processus biologiques : Marc Fontecave
- Matière molle et biophysique : Jean-François Joanny
- Physique de la matière condensée : Antoine Georges
- Champs, cordes et gravités : Marc Henneaux
- Formation planétaire de la Terre aux exoplanètes : Alessandro Morbidelli
- Chimie du solide et énergie : Jean-Marie Tarascon

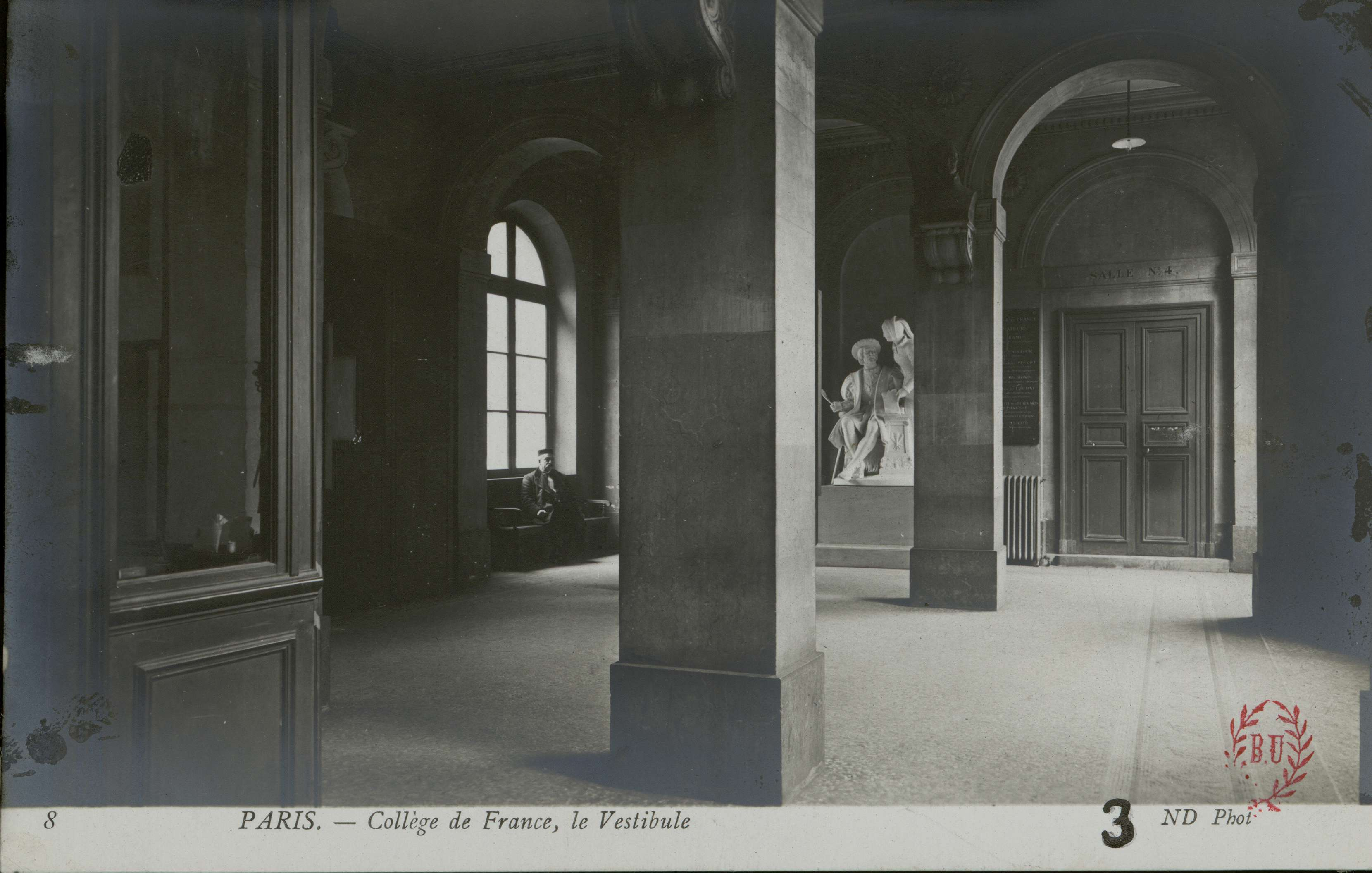
Vestibule du Collège de France (Bibliothèque interuniversitaire de la Sorbonne, NuBIS).

#### Sciences du vivant
- Évolution du climat et de l'océan : Édouard Bard
- Psychologie cognitive expérimentale : Stanislas Dehaene
- Évolution du développement et des génomes : Denis Duboule
- Neurobiologie et immunité : Sonia Garel
- Épigénétique et mémoire cellulaire : Edith Heard
- Paléoanthropologie : Jean-Jacques Hublin
- Dynamiques du vivant : Thomas Lecuit
- Génomique humaine et évolution : Lluis Quintana-Murci
- Oncologie cellulaire et moléculaire : Hugues de Thé

#### Sciences humaines
- Économie des institutions, de l'innovation et de la croissance : Philippe Aghion
- Droit international des institutions : Samantha Besson
- Histoire des pouvoirs en Europe occidentale, XIIIe – XVIe siècle : Patrick Boucheron
- Pauvreté et politiques publiques : Esther Duflo
- Questions morales et enjeux politiques dans les sociétés contemporaines : Didier Fassin
- Migration et sociétés : François Héran
- Histoire contemporaine du monde arabe : Henry Laurens
- Droit, culture et société de la Rome antique : Dario Mantovani
- Sociologie du travail créateur : Pierre-Michel Menger
- Philosophie du langage et de l'esprit : François Recanati
- Linguistique générale : Luigi Rizzi
- Métaphysique et philosophie de la connaissance : Claudine Tiercelin

#### Histoire et littérature
- Techniques et économies de la Méditerranée antique : Jean-Pierre Brun
- Civilisation mésopotamienne : Dominique Charpin
- Histoire intellectuelle de la Chine : Anne Cheng
- Histoire du Coran. Texte et transmission : François Déroche
- Histoire et archéologie des mondes africains : François-Xavier Fauvelle[58]
- Culture écrite de l'antiquité tardive et papyrologie byzantine : Jean-Luc Fournet
- Histoire et cultures de l'Asie centrale préislamique : Frantz Grenet
- Littératures comparées : William Marx
- Religion, histoire et société dans le monde grec antique : Vinciane Pirenne-Delforge
- Milieux bibliques : Thomas Römer

### Chaires annuelles et internationales

#### Chaires annuelles
- Avenir commun et durable : Kyle Harper (2023-2024)
- L'invention de l'Europe par les langues et les cultures : 
  - Alberto Manguel (2021-2022)
  - Mieke Bal (2022-2023)
  - Peter Sloterdijk (2023-2024)
  - Wajdi Mouawad (2024-2025)
- Biodiversité et écosystèmes : Emmanuelle Porcher (2023-2024)
- Mondes francophones : Salikoko Mufwene (en) (2023-2024)
- Informatique et sciences numériques : Thierry Coquand (2024-2025)
- Innovation technologique Liliane Bettencourt : Stéphanie Lacour (2023-2024)

#### Chaires internationales
- Histoire globale de la première modernité : Sanjay Subrahmanyam
- Architecture et forme urbaine : Jean-Louis Cohen
- Paléoanthropologie : Jean-Jacques Hublin
- Histoire culturelle des patrimoines artistiques en Europe, XVIIIe siècle-XXe siècle : Bénédicte Savoy
- Histoire turque et ottomane : Edhem Eldem
- Évolution des génomes et développement : Denis Duboule

## Anciennes chaires et titulaires

### Liste d'anciens professeurs au Collège de France

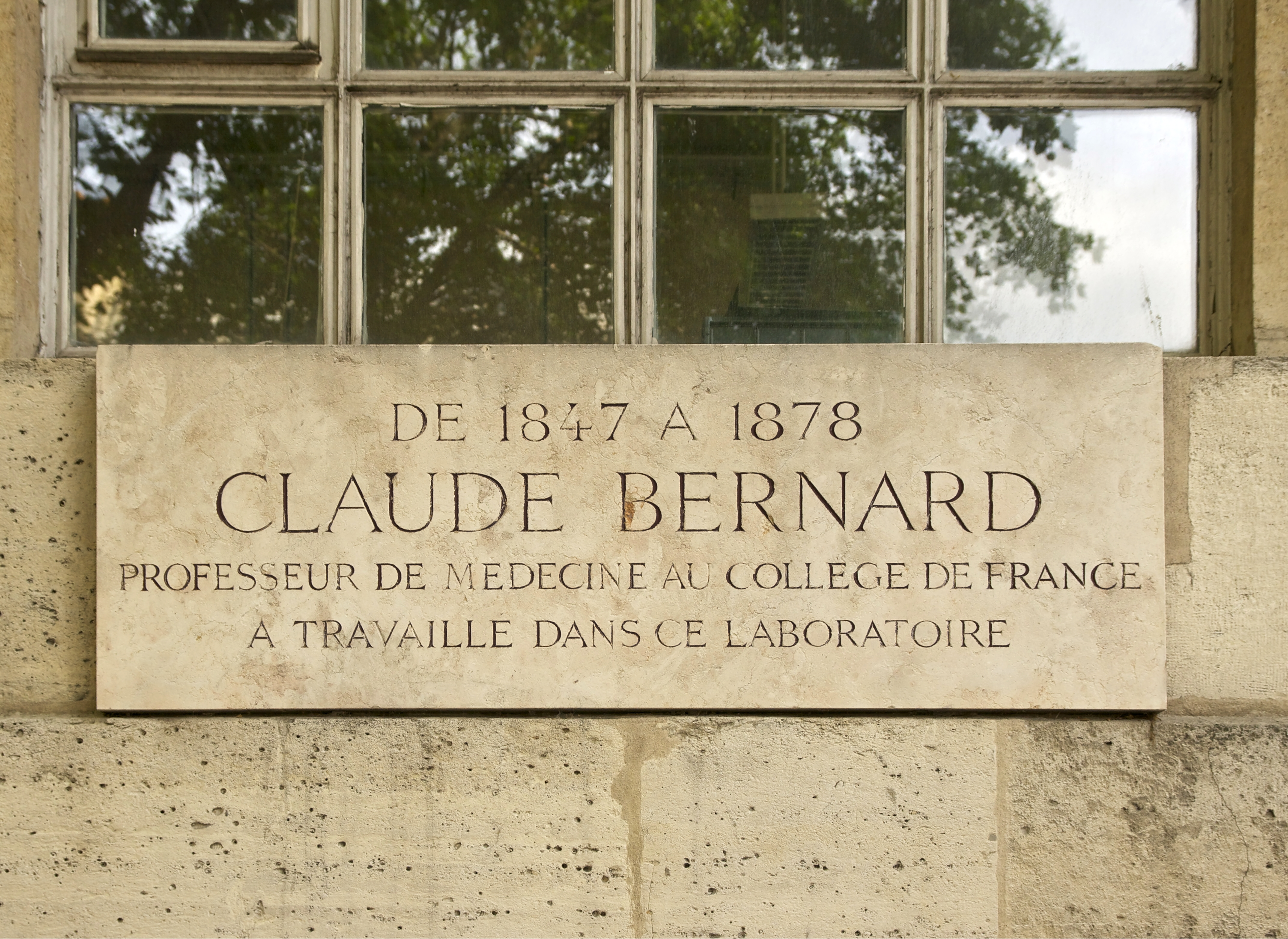
Plaque commémorative devant l'ancien laboratoire de Claude Bernard donnant sur la place Marcelin-Berthelot et la rue des Écoles.

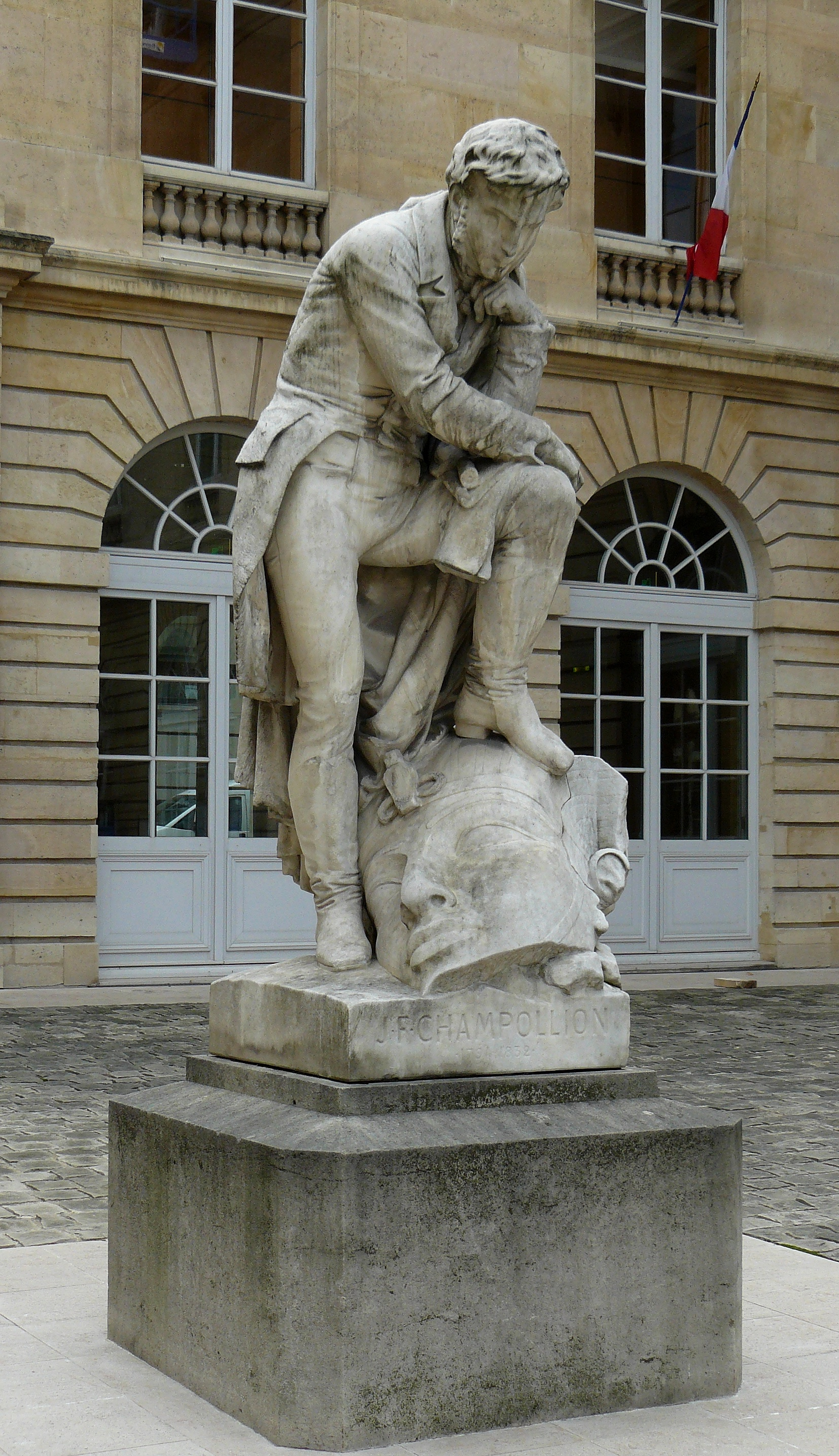
Jean-François Champollion par Frédéric-Auguste Bartholdi, Collège de France.

Les listes des anciens titulaires sont données selon les spécialités des chaires, :
Chaque enseignant est coopté par l'ensemble de ses pairs. Les chaires couvrent des champs variés et ont parfois une définition plus thématique que disciplinaire. Les professeurs assurent souvent une partie de leurs conférences en France ou à l'étranger. Beaucoup des cours et conférences du Collège de France sont diffusés sur son site web et disponibles en audio ou en vidéo. Certaines sont cependant diffusées sur France Culture.

### Anciens titulaires de chaires permanentes, par discipline

#### Philosophie de la connaissance
- 1962-1990 : Jules Vuillemin (1920-2001)

#### Épistémologie comparative

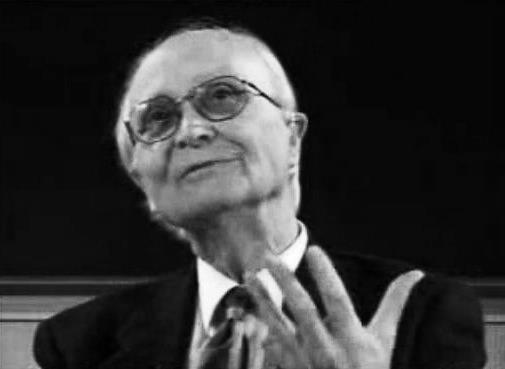
Gilles Gaston Granger.

- 1986-1990 : Gilles Gaston Granger (1920-2016)

#### Histoire naturelle
- 1778-1800 : Louis Jean-Marie Daubenton (1716-1800).
- 1800-1832 : Georges Cuvier (1769-1832)
- 1832-1837 : Léonce Élie de Beaumont (1798-1874).

En 1837, cette chaire est scindée en deux : une chaire d'histoire naturelle des corps inorganiques, tenue par Élie de Beaumont jusqu'en 1874, et une chaire d'histoire naturelle des corps organiques.

#### Histoire naturelle des corps organiques
- 1837-1855 : Louis Georges Duvernoy (1777-1855)
- 1855-1867 : Pierre Flourens (1794-1867)
- 1869-1903 : Étienne-Jules Marey (1830-1904)
- 1905-1921 : Charles-Émile François-Franck

#### Embryologie comparative
- 1844-1873 : Jacques Marie Cyprien Victor Coste (1807-1873)

Droit
- 2012-2019 : Alain Supiot
- 2002-2012 : Mireille Delmas-Marty
- 1979-1989 : René-Jean Dupuy

#### Anatomie
- 1773-1832 : Antoine Portal (1742-1832)

#### Préhistoire
- 1929-1947 : Henri Breuil (1877-1961)

#### Médecine
Chaire créée en 1769.
- 1796-1804 : Jean-Nicolas Corvisart (1755-1821)
- 1804-1822 : Jean Noël Hallé (1754-1822)
- 1822-1826 : Théophile Laennec (1781-1826)
- 1827-1830 : Joseph Récamier (1774-1852)
- 1830-1855 : François Magendie (1783-1855)
- 1855-1878 : Claude Bernard (1813-1878)

#### Économie
- 2015- : Philippe Aghion
- 2000-2013 : Roger Guesnerie
- 1993-1998 : Georges Le Rider
- 1987-1993 : Edmond Malinvaud
- 1955-1974 : François Perroux
- 1933-1946 : André Siegfried
- 1921-1930 : Charles Gide
- 1912-1932 : Marcel Marion
- 1880-1916 : Paul Leroy-Beaulieu
- 1871-1911 : Pierre Émile Levasseur
- 1840-1879 : Michel Chevalier
- 1833-1840 : Pellegrino Rossi
- 1831-1832 : Jean-Baptiste Say[62]

### Anciennes chaires annuelles

#### Chaire européenne et internationale
Chaire créée en 1989 :
- Harald Weinrich : Mémoire linguistique de l'Europe (1989-1990) ;
- Wolf Lepenies : Les intellectuels et la politique de l'esprit dans l'histoire européenne (1991-1992) ;
- Bronisław Geremek : Histoire sociale : exclusions et solidarités (1992-1993) ;
- Umberto Eco : La quête d'une langue parfaite dans l'histoire de la culture européenne (1992-1993) ;
- Orest Ranum : La France des années 1650 ; histoire et historiographie (1994-1995) ;
- Harris Memel-Fotê : L'esclavage lignager africain et l'anthropologie des Droits de l'Homme (1995-1996) ;
- Igor Mel'čuk : Linguistique « Sens-Texte » (1996-1997) ;
- Brian Stock : La Connaissance de soi et la littérature autobiographique au Moyen Âge (1997-1998) ;
- Thomas W. Gaehtgens : Image des collections en Europe au XVIIIe siècle (1998-1999) ;
- James Watson Cronin : Développement de la physique des particules et des grandes expériences (1999-2000) ;
- Michael Edwards : Sur un vers d'Hamlet (2000-2001) ;
- Claudio Magris : Nihilisme et mélancolie. Jacobsen et son Niels Lyhne (2001-2002) ;
- Paul Farmer : La violence structurelle et la matérialité du social (2001-2002) ;
- Jayant Vishnu Narlikar : Faits et spéculations en Cosmologie (2003-2004) ;
- Maurice Bloch : L'anthropologie cognitive à l'épreuve du terrain (2004-2005) ;
- Thomas Pavel : Comment écouter la littérature (2004-2005) ;
- Manfred Kropp : Le Coran comme document linguistique et historique : sources et méthodes pour son étude (2007-2008).

#### Chaire internationale - Développement durable, environnement, énergie et société
Chaire créée en 2008
- Nicholas Stern : Gérer les changements climatiques, promouvoir la croissance, le développement et l'équité (2009-2010)
- Anny Cazenave : Étude de la terre et de l'environnement depuis l'espace (2012-2013)

#### Chaire internationale - Savoirs contre pauvreté - AFD
Chaire annuelle créée en 2008 avec le soutien de l'Agence française de développement (AFD)
- Esther Duflo : Expérience, Science et Lutte contre la Pauvreté (2008-2009)
- Peter Piot : L'épidémie du Sida et la mondialisation des risques (2009-2010)
- Ismaïl Serageldin : La faim et la sécurité alimentaire dans le monde (2010-2011)

#### Chaire internationale de création artistique
Chaire annuelle créée en 2004 :
- Christian de Portzamparc : Architecture : figures du monde, figures du temps (2005-2006) ;
- Pascal Dusapin : Composer : musique, paradoxes, flux (2006-2007) ;
- Ariane Mnouchkine (a refusé sa nomination) ;
- Pierre-Laurent Aimard : Paramètres et dimensions de l'interprétation musicale (2008-2009) ;
- Jacques Nichet : Le théâtre n'existe pas (2009-2010) ;
- Anselm Kiefer : L'art survivra à ses ruines (2010-2011) ;
- Gilles Clément : Jardins, paysage et génie naturel (2011-2012) ;
- Karol Beffa : Musique : art, technique, savoir (2012-2013) ;
- Tony Cragg : Les objets parlent (2013-2014) ;
- Alain Mabanckou : Lettres noires : des ténèbres à la lumière (2015-2016) ;
- Philippe Manoury : Musiques, sons et signes (2016-2017).

#### Chaire internationale d'informatique et sciences numériques
Chaire créée en 2009, :
- Gérard Berry - Penser, modéliser et maîtriser le calcul informatique (2009-2010) ;
- Martín Abadi - La sécurité informatique (2010-2011) ;
- Serge Abiteboul - Sciences des données : de la Logique du premier ordre à la Toile (2011-2012) ;
- Bernard Chazelle (2012-2013) ;
- Nicholas Ayache - Des images médicales au patient numérique (2013-2014) ;
- Marie-Paule Cani - Façonner l'imaginaire : de la création numérique 3D aux mondes virtuels animés (2014-2015) ;
- Yann LeCun - L'apprentissage profond : une révolution en intelligence artificielle (2015 - 2016) ;
- Jean-Daniel Boissonnat - Géométrie algorithmique : des données géométriques à la géométrie des données (2016-2017) ;
- Claire Mathieu - Algorithmes (2017-2018).
- Rachid Guerraoui - L'algorithmique répartie : à la recherche de l'universalité perdue (2018-2019)
- Walter Fontana - Le vivant et l'ordinateur : le défi d'une science de l'organisation (2019-2020)
- Frédéric Magniez - Algorithmes quantiques (2020-2021)
- Wendy Mackay - Interagir avec l'ordinateur (2021-2022)